# Boca de Cupe
Boca de Cupe es un corregimiento del distrito de Pinogana en la provincia de Darién en Panamá. La localidad tiene 1.167 habitantes (2010).
Esta cerca de la frontera con Colombia.